# Mónica Portillo
Mónica Portillo (Barcelona, 19 de noviembre de 1989) es una actriz y bailarina española, más conocida por interpretar el papel de Humildad Varela en la telenovela Acacias 38.

## Biografía
Mónica Portillo nació el 19 de noviembre de 1989 en Barcelona, en la comunidad de Cataluña (España), desde temprana edad mostró inclinación por la actuación.

## Carrera
Mónica Portillo es licenciada en arte dramático por el Instituto del teatro de Barcelona (ESAD). También se ha formado en diversas escuelas de Barcelona y Madrid en técnicas de canto e interpretación ante la cámara. Participó en más de una decena de espectáculos entre los que destaca Préstame tus palabras en el proyecto de la joven compañía nacional de teatro clásico coordinada por Helena Pimenta. También actuó con Pere Planella en Tirant lo Blanc en el teatro nacional en el proyecto ITNC con posterior gira por Cataluña, participó en los dos montajes de su compañía (Cia. Bratislava) La Gran Duquesa de Gerolstein y ¡Dios mío Barcelona! y otras producciones en Barcelona como L'esbudellador de Whitechapel en el teatro Raval; Monsieur Apeine quiere hacer amigos en la sala Beckett.
En 2012 debutó en el cine con la película La Extramigrante dirigida por Randy Machado Donéstevez. Ese mismo año actuó en los cortometrajes Regalo de Navidad dirigido por Jordi Castejón y en La dona de fusta dirigida por Gener Bermejo Lanzo y Marc Bou Olmo. En 2013 participó en el elenco de la serie La Riera y en el telefilme La Santa Espina dirigido por Héctor Romance. Al año siguiente, en 2014, interpretó el papel de Sandra en el cortometraje Rostbif dirigido por Jordi Castejón.
En 2016 fue elegida por TVE para interpretar el papel de Humildad Varela en la telenovela emitida por La 1 Acacias 38 y donde actuó junto a actores como Gonzalo Trujillo, Alejandra Meco y Sara Miquel. En el mismo año protagonizó la película Género dirigida por Manuel Mira y el cortometraje Historias de amor de biblioteca dirigido por Jordi Castejón. En 2017 protagonizó los cortometrajes Efecto millennial dirigido por Inés de León y en Impacto dirigido por Héctor Romance. Al año siguiente, en 2018, protagoniza el cortometraje Perpetua dirigido por Jordi Castejón, mientras que en 2019 interpreta el papel de Nuria en el cortometraje Bailar Pegadas dirigido por Jordi Castejón.
En 2020 interpretó el papel de Crisern en la miniserie Encuentros de Confinamiento. En el 2020 y el 2022 se unió al elenco de la serie Com si fos ahir. En el 2022 protagonizó la serie Tú también lo harías.

## Filmografía

### Cine
| Año  | Título           | Personaje      | Director                 |
| ---- | ---------------- | -------------- | ------------------------ |
| 2012 | La Extramigrante | Shop Assistant | Randy Machado Donéstevez |
| 2016 | Género           | Woman          | Manuel Mira              |

### Televisión
| Año        | Título                      | Personaje        | Notas                                              |
| ---------- | --------------------------- | ---------------- | -------------------------------------------------- |
| 2013       | La Riera                    | Elsa             | 3 episodios                                        |
| 2013       | La Santa Espina             | Rosa Vera        | Película de televisión dirigida por Héctor Romance |
| 2016       | Acacias 38                  | Humildad Varela  | 140 episodios                                      |
| 2020       | Encuentros de Confinamiento | Crisern          |                                                    |
| 2020, 2022 | Com si fos ahir             | Expresidenta AFA | 4 episodios                                        |
| 2020, 2022 | Com si fos ahir             | Presidenta AFA   | 4 episodios                                        |
| 2022       | Tú también lo harías        |                  |                                                    |

### Cortometrajes
| Año  | Título               | Personaje              | Director                            |
| ---- | -------------------- | ---------------------- | ----------------------------------- |
| 2012 | Regalo de Navidad    | Ana                    | Jordi Castejón                      |
| 2012 | La dona de fusta     | Rosa Vera              | Gener Bermejo Lanzo y Marc Bou Olmo |
| 2014 | Rostbif              | Sandra                 | Jordi Castejón                      |
| 2016 | Library Love Stories | Laura                  | Jordi Castejón                      |
| 2017 | Efecto millennial    | Trabajadora de oficina | Inés de León                        |
| 2017 | Impacto              | Marta                  | Héctor Romance                      |
| 2018 | Sirenas              | Mía (ambulanciera)     | David Méndez                        |
| 2018 | Perpetua             | M                      | Jordi Castejón                      |
| 2019 | Bailar Pegadas       | Nuria                  | Jordi Castejón                      |

## Teatro
| Título                            | Director                         | Teatro                       |
| --------------------------------- | -------------------------------- | ---------------------------- |
| Somini                            |                                  | Teatro principal de Castelló |
| La Dona Pantera                   | Marc Chornet                     | Teatro principal de Castelló |
| Noche de Reyes                    | Adriá Aubert                     | Teatro Akademia              |
| Yerma                             | Marc Chornet                     | Teatro Victoria              |
| Filoctetes                        | Antonio Simón                    | Festival de Mérida           |
| La Cenicienta con ritmo de los 50 | Dani Cherta                      | Auditorio de Alcobendas      |
| OMG Barcelona                     | Monica Bofill                    |                              |
| Enzima de mi                      | J. Carlos Mestre                 |                              |
| IME                               | Roc Esquius                      |                              |
| Préstame tus palabras             | Alex Ruiz Pastor y Pepa Pedroche |                              |
| Tirant lo Blanc                   | Pere Planella                    | Teatro Nacional de Cataluña  |
| Esbudellador de Whitechapel       | O. Estafanell                    | Teatro del Raval             |
| La Gran Duquessa de Gerolstein    | Victor Álvaro                    | Teatro Gaudí de Barcelona    |
| Trashedias                        | Guillem Albá                     |                              |
| H Works- Radiohamlet              | Moreno Bernardi                  |                              |
| Tal día com avui                  | Marta Guasch                     |                              |
| M. Apeine quiere hacer amigos     | Pablo de Rosal                   |                              |
| Laundry de ladys                  | Xavi Martinez                    |                              |

## Premios y reconocimientos
Premios de Actores L.A
| Año  | Categoría    | Trabajo | Resultado |
| ---- | ------------ | ------- | --------- |
| 2017 | Mejor actriz | Género  | Ganadora  |

Creación Escénica Joven de Mataró
| Trabajo          | Resultado |
| ---------------- | --------- |
| Tal dia com avui | Ganadora  |